# Sargento Getúlio
Sargento Getúlio es una película brasilera dramática de 1983 dirigida por Hermanno Penna y protagonizada por Lima Duarte, Fernando Bezerra y Orlando Vieira. Está basada en la novela homónima de João Ubaldo Ribeiro, quien también coescribió el guion.

## Sinopsis
Un rudo sargento de nombre Getúlio es encargado de trasladar a un preso político. Durante el trayecto se sucede un cambio de gobierno, y el prisionero pasa de estar en el bando opositor al bando oficial. No obstante, el sargento está decidido a continuar con su misión.